# Africa Cup 2003
L'Africa Cup 2003, ufficialmente CAR Cup 2003 (in inglese 2003 CAR Cup), fu il 4º campionato africano di rugby a 15.
Il campionato venne organizzato dalla Confédération africaine de rugby con il supporto dell'International Rugby Board e lo speciale sostegno di sponsorizzazione di Kenya Airways e delle federazioni di Sudafrica e Francia per la disposizione di arbitri e giudici di linea nonché per il contributo allo sviluppo della disciplina del rugby in Africa.
Ad aggiudicarsi l'edizione del torneo fu il Marocco che superò in finale a Casablanca la Namibia per 27-7, vincendo così il primo trofeo internazionale maggiore di rugby a 15 per il proprio Paese.
La seconda divisione, invece, vide la vittoria del Camerun, promosso alla divisione superiore della Coppa 2004.

## Squadre partecipanti
| 1ª divisione   | 1ª divisione | 1ª divisione | 2ª divisione | 2ª divisione | 2ª divisione |
| Girone A       | Girone B     | Girone C     | Zona Sud     | Zona Nord    | Zona Nord    |
| Girone A       | Girone B     | Girone C     | Zona Sud     | Girone A     | Girone B     |
| -------------- | ------------ | ------------ | ------------ | ------------ | ------------ |
| Costa d'Avorio | Botswana     | Madagascar   | Burundi      | Benin        | Camerun      |
| Marocco        | Kenya        | Uganda       | Ruanda       | Mali         | Ghana        |
| Tunisia        | Namibia      | Zimbabwe     | Zambia       | Nigeria      | Mauritania   |
|                |              |              | Uganda A     | Senegal      | Togo         |

## Formula
La Coppa fu articolata in due divisioni. La 1ª divisione, Top 9 o in inglese Top Nine, venne disputata fra 9 squadre suddivise equamente in tre gironi su base territoriale con incontri all'italiana di sola andata:
- girone A: Costa d'Avorio, Marocco, Tunisia;
- girone B: Botswana, Kenya, Uganda;
- girone C: Madagascar, Uganda, Zimbabwe[2].

Durante la prima fase, fu utilizzato il sistema di punteggio dell'emisfero sud: 4 punti per la vittoria, 2 punti per il pareggio, 0 per la sconfitta; un punto di bonus offensivo per la marcatura di 4 mete o più e un bonus difensivo per la sconfitta inferiore o uguale a 7 punti di differenza. Per le vittorie non ottenute sul campo furono previste 3 mete trasformate a referto (21 punti) e 4 punti in classifica, mentre non vennero previsti punti in classifica per le squadre nazionali che abbandonarono gli incontri (p. es. Zimbabwe) o si ritirarono dalla competizione (p. es. Tunisia).
Terminata la prima fase, le vincitrici di ogni girone vennero ammesse alla fase successiva insieme alla migliore seconda classificata. La seconda fase a play-off previde semifinali in gara unica ed incontro di finale (benché disputato in data 28 febbraio 2004) per l'assegnazione del titolo di campione d'Africa.
La 2ª divisione del torneo, invece, venne suddivisa in due gruppi: la zona Sud e la zona Nord.
Alla zona Sud presero parte soltanto quattro nazioni, con la Federazione ugandese, già presente in 1ª divisione con la nazionale maggiore, che partecipò con la selezione “A”. La sezione fu disputata interamente a Lusaka, in Zambia, Paese ospitante, con la formula ridotta dei soli play-off con semifinali in gara unica e relative finali per decretare 1º e 3º posto.
La zona Nord si svolse interamente a Bamako, in Mali, vedendo parteciparvi 8 squadre divise in due gironi da quattro ciascuno (girone A e girone B) applicando il medesimo regolamento della fase a gironi di 1ª divisione. Terminata la prima fase, ogni nazionale avrebbe affrontato la pari classificata del girone opposto in gara unica, decretando così una classifica finale.
Successivamente, i vincitori di entrambe le zone si sarebbero sfidati in un incontro di finale per l'assegnazione del titolo di 2ª divisione e relativa promozione in 1ª divisione.

## 1ª divisione

### Fase a gironi

#### Girone A
| Data     | Incontro                 | Risultato | Sede       |
| -------- | ------------------------ | --------- | ---------- |
| –        | Marocco ― Tunisia        | 21–0      | Casablanca |
| 1-6-2003 | Costa d'Avorio ― Marocco | 16–18     | Abidjan    |
| –        | Tunisia ― Costa d'Avorio | 0–21      | Tunisi     |

|        | Classifica girone A | G | V | N | P | P+ | P- | diff. | B | PT |
| ------ | ------------------- | - | - | - | - | -- | -- | ----- | - | -- |
|        | Marocco             | 2 | 2 | 0 | 0 | 39 | 16 | +23   | 0 | 8  |
|        | Costa d'Avorio      | 2 | 1 | 0 | 1 | 37 | 18 | +19   | 1 | 5  |
| Ritiro | Tunisia             | 2 | 0 | 0 | 2 | 0  | 42 | -42   | 0 | 0  |

#### Girone B
| Data      | Incontro           | Risultato | Sede     |
| --------- | ------------------ | --------- | -------- |
| 12-7-2003 | Namibia ― Botswana | 62–17     | Windhoek |
| 2-8-2003  | Botswana ― Kenya   | 9–80      | Gaborone |
| 16-8-2003 | Kenya ― Namibia    | 10–32     | Nairobi  |

|  | Classifica girone B | G | V | N | P | P+ | P-  | diff. | B | PT |
|  | ------------------- | - | - | - | - | -- | --- | ----- | - | -- |
|  | Namibia             | 2 | 2 | 0 | 0 | 94 | 27  | +67   | 2 | 10 |
|  | Kenya               | 2 | 1 | 0 | 1 | 90 | 41  | +49   | 1 | 5  |
|  | Botswana            | 2 | 0 | 0 | 2 | 26 | 142 | -116  | 0 | 0  |

#### Girone C
| Data      | Incontro              | Risultato | Sede         |
| --------- | --------------------- | --------- | ------------ |
| 6-7-2003  | Uganda ― Zimbabwe     | 25–3      | Kampala      |
| 19-7-2003 | Zimbabwe ― Madagascar | 0–21      | Harare       |
| 3-8-2003  | Madagascar ― Uganda   | 32–30     | Antananarivo |

|        | Classifica girone C | G | V | N | P | P+ | P- | diff. | B | PT |
| ------ | ------------------- | - | - | - | - | -- | -- | ----- | - | -- |
|        | Madagascar          | 2 | 2 | 0 | 0 | 53 | 30 | +23   | 1 | 9  |
|        | Uganda              | 2 | 1 | 0 | 1 | 55 | 35 | +20   | 2 | 6  |
| Ritiro | Zimbabwe            | 2 | 0 | 0 | 2 | 3  | 46 | -43   | 0 | 0  |

### Play-off
|  | Semifinali | Semifinali | Semifinali |         |         | Finale  | Finale | Finale |  |
|  |            |            |            |         |         |         |        |        |  |
|  | 1C         | Madagascar | 36         |         |         |         |        |        |  |
|  | 1C         | Madagascar | 36         |         |         |         |        |        |  |
|  | 1A         | Marocco    | 62         |         |         |         |        |        |  |
|  | 1A         | Marocco    | 62         |         | Marocco | Marocco | 27     |        |  |
|  |            |            |            |         | Marocco | Marocco | 27     |        |  |
|  |            |            | Namibia    | Namibia | 7       |         |        |        |  |
|  | 1B         | Namibia    | Namibia    | Namibia | 7       | 82      |        |        |  |
|  | 1B         | Namibia    |            |         |         |         |        |        |  |
|  | 2C         | Uganda     | 13         |         |         |         |        |        |  |

#### Semifinali
| Antananarivo 28 settembre 2003 Semifinale 1 | Madagascar | 36 – 62 | Marocco | Stadio municipale di Mahamasina |

| Arbitro: | Craig Joubert |

|                                                                                                |      |            |
| van Vuuren Pedro Lindvelt Powell (2) Duvenhage Kapitako Grobler van Tonder Africa (2) van Rooi | mt   | Onono      |
| van Vuuren (8) Schreuder (3)                                                                   | tr   | Seguya     |
|                                                                                                | c.p. | Seguya (2) |

#### Finale
| Casablanca 28 febbraio 2004 Finale Top 9 | Marocco | 27 – 7 | Namibia | Stadio del C.O.C. (3500 spett.) |

## 2ª divisione

### Zona Sud
|  | Semifinali | Semifinali | Semifinali |          |        | Finale          | Finale          | Finale          |  |
|  |            |            |            |          |        |                 |                 |                 |  |
|  | Zambia     | Zambia     | 107        |          |        |                 |                 |                 |  |
|  | Zambia     | Zambia     | 107        |          |        |                 |                 |                 |  |
|  | Ruanda     | Ruanda     | 9          |          |        |                 |                 |                 |  |
|  | Ruanda     | Ruanda     | 9          |          | Zambia | Zambia          | 44              |                 |  |
|  |            |            |            |          | Zambia | Zambia          | 44              |                 |  |
|  |            |            | Uganda A   | Uganda A | 17     |                 |                 |                 |  |
|  | Uganda A   | Uganda A   | Uganda A   | Uganda A | 17     | 100             |                 |                 |  |
|  | Uganda A   | Uganda A   |            |          |        | 100             |                 |                 |  |
|  | Burundi    | Burundi    | 0          |          |        | Finale 3º posto | Finale 3º posto | Finale 3º posto |  |
|  | Burundi    | Burundi    | 0          |          |        |                 |                 |                 |  |
|  |            |            |            |          |        |                 |                 |                 |  |
|  |            |            |            |          |        | Burundi         | Burundi         | 7               |  |
|  |            |            |            |          |        | Burundi         | Burundi         | 7               |  |
|  |            |            |            |          |        | Ruanda          | Ruanda          | 18              |  |

### Zona Nord

#### Girone A
| Data            | Incontro          | Risultato | Sede   |
| --------------- | ----------------- | --------- | ------ |
| 5 ottobre 2003  | Nigeria ― Senegal | 8–6       | Bamako |
| 5 ottobre 2003  | Mali ― Benin      | 56–0      | Bamako |
| 8 ottobre 2003  | Mali ― Nigeria    | 25–18     | Bamako |
| 8 ottobre 2003  | Senegal ― Benin   | 25–5      | Bamako |
| 10 ottobre 2003 | Nigeria ― Benin   | 51–0      | Bamako |
| 10 ottobre 2003 | Mali ― Senegal    | 17–6      | Bamako |

|  | Classifica girone A | G | V | N | P | P+ | P-  | diff. | B | PT |
|  | ------------------- | - | - | - | - | -- | --- | ----- | - | -- |
|  | Mali                | 3 | 3 | 0 | 0 | 98 | 24  | +74   | 1 | 13 |
|  | Nigeria             | 3 | 2 | 0 | 1 | 77 | 31  | +46   | 2 | 10 |
|  | Senegal             | 3 | 1 | 0 | 2 | 37 | 30  | +7    | 2 | 6  |
|  | Benin               | 3 | 0 | 0 | 3 | 5  | 132 | -127  | 0 | 0  |

#### Girone B
| Data            | Incontro             | Risultato | Sede   |
| --------------- | -------------------- | --------- | ------ |
| 5 ottobre 2003  | Camerun ― Togo       | 80–3      | Bamako |
| 5 ottobre 2003  | Ghana ― Mauritania   | 29–8      | Bamako |
| 8 ottobre 2003  | Camerun ― Ghana      | 40–3      | Bamako |
| 8 ottobre 2003  | Togo ― Mauritania    | 16–7      | Bamako |
| 10 ottobre 2003 | Camerun ― Mauritania | 81–0      | Bamako |
| 10 ottobre 2003 | Ghana ― Togo         | 14–9      | Bamako |

|  | Classifica girone B | G | V | N | P | P+  | P-  | diff. | B | PT |
|  | ------------------- | - | - | - | - | --- | --- | ----- | - | -- |
|  | Camerun             | 3 | 3 | 0 | 0 | 201 | 6   | +195  | 3 | 15 |
|  | Ghana               | 3 | 2 | 0 | 1 | 46  | 57  | -11   | 1 | 9  |
|  | Togo                | 3 | 1 | 0 | 2 | 28  | 101 | -73   | 1 | 5  |
|  | Mauritania          | 3 | 0 | 0 | 3 | 15  | 126 | -111  | 0 | 0  |

#### Finale 7º posto
| Data            | Incontro           | Risultato | Sede   |
| --------------- | ------------------ | --------- | ------ |
| 12 ottobre 2003 | Benin ― Mauritania | 6–0       | Bamako |

#### Finale 5º posto
| Data            | Incontro       | Risultato | Sede   |
| --------------- | -------------- | --------- | ------ |
| 12 ottobre 2003 | Senegal ― Togo | 8–6       | Bamako |

#### Finale 3º posto
| Data            | Incontro        | Risultato | Sede   |
| --------------- | --------------- | --------- | ------ |
| 12 ottobre 2003 | Ghana ― Nigeria | 3–29      | Bamako |

#### Finale 1º posto
| Data            | Incontro       | Risultato | Sede   |
| --------------- | -------------- | --------- | ------ |
| 12 ottobre 2003 | Camerun ― Mali | 49–0      | Bamako |

### Finale
| Chingola 20 dicembre 2003 Finale 2ª divisione | Zambia | 14 – 17 | Camerun |  |